# Typ CBK
Die Container-Binnen-Küstenmotorschiffsbaureihe des Typ CBK (deutsch: STK) der Roßlauer Schiffswerft in Roßlau stellt einen auf die Bedürfnisse der russischen Fluss-/Seeschifffahrt abgestimmten Schiffstyp dar. Die von VEB Elbewerften Boizenburg/Roßlau in Zusammenarbeit mit dem sowjetischen Ministerium der Binnenflotte entworfenen und weiterentwickelten Schiffe waren für den Export in die UdSSR bestimmt.
Das erste am 30. September 1977 abgelieferte Schiff war die CBK Baunummer 340 – Bakhtemir. Die erste, STK-1600 oder Typ 326 genannte Bauserie war bis 1980 fertiggestellt und umfasste 22 Einheiten. Daran anschließend baute die Werft bis 1989 45 Einheiten der etwas vergrößerten Variante STK-1700 (Typ 326.1).

## Technik
Die Schiffe wurden für den Transport von Containern und Ladungen wie Industrieausrüstungen, Stück- oder Schüttgütern über Binnenwasserstraßen oder küstennahe Seegebiete konzipiert. Der Schiffskörper entspricht einem offenen Schiff mit einer aus Doppelboden und seitlichen Ballasttanks gebildeten Doppelhülle.
Als Hauptantrieb dienen zwei vom VEB Schwermaschinenbau "Karl Liebknecht" gebaute, schweröltaugliche Viertakt-Schiffsdieselmotoren vom Typ 8 VD 36/24 A-1 mit jeweils 441 kW Leistung, mit dem das Zweischraubenschiff 11,2 Knoten erreicht. Die Kraftübertragung auf die beiden Festpropeller erfolgt über Wendegetriebe. Die Vierflächenruderanlage ist nach dem System Jenckel erstellt. Die Aktionsdauer ist auf zwölf Tage ausgelegt.
Das Deckshaus ist mittschiffs angeordnet.

## Liste der Schiffe derBakhtemir-Klasse in der Ursprungs- und englischen Sprache
In der Liste ist der Ursprungsname des Schiffes angegeben, die anderen Namen stehen in Klammern in chronologischer Reihenfolge:
Schiffe des Projekts 326:
| Projekt 326 | Projekt 326                                                                   | Projekt 326                                                                    |
| lfd. Nr.    | Originaler Ursprungsname                                                      | Seine englische Version                                                        |
| ----------- | ----------------------------------------------------------------------------- | ------------------------------------------------------------------------------ |
| 1           | Бахтемир                                                                      | Bakhtemir                                                                      |
| 2           | Аган                                                                          | Agan                                                                           |
| 3           | Ишим                                                                          | Ishim                                                                          |
| 4           | Енотаевск (Flestina-5, Флестина 5, Бест-1)                                    | Yenotayevsk (Flestina-5, Flestina 5, Best-1)                                   |
| 5           | Зеленга                                                                       | Zelenga                                                                        |
| 6           | Вах (Breeze)                                                                  | Vakh (Breeze)                                                                  |
| 7           | Надым (Пур, Собчино, Флестина-3)                                              | Nadym (Pur, Sobchino, Flestina-3)                                              |
| 8           | Конда (Капитан Иса Фарманов, Арсентий, Arsentiy)                              | Konda (Kapitan Isa Farmanov, Arsentiy, Arsentiy)                               |
| 9           | Казым (Екатеринбург, Nin, El Saged, Modisk 5, Модиск 5, Феникс, Safar, Сафар) | Kazym (Yekaterinburg, Nin, El Saged, Modisk 5, Modisk 5, Feniks, Safar, Safar) |
| 10          | Лозьва (Amina, Амина, Унс Трейдер)                                            | Lozva (Amina, Amina, Uns Trader)                                               |
| 11          | Копановка (Флестина-7)                                                        | Kopanovka (Flestina-7)                                                         |
| 12          | Староволжск (Вайгач)                                                          | Starovolzhsk (Vaygach)                                                         |
| 13          | Бирючки (Березовец)                                                           | Biryuchki (Berezovets)                                                         |
| 14          | Сосьва (Sosva, Olimp, Moda)                                                   | Sosva (Sosva, Olimp, Moda)                                                     |
| 15          | Никольское (Tor, Fellow, Sea Flower)                                          | Nikolskoye (Tor, Fellow, Sea Flower)                                           |
| 16          | Тавда (Либерти, Zeznep D, Modisk, Elans)                                      | Tavda (Liberti, Zeznep D, Modisk, Elans)                                       |
| 17          | Омь (Modisk-6, Модиск-6, Odisk, Aras 10, Yildirimlar-1)                       | Om (Modisk-6, Modisk-6, Odisk, Aras 10, Yildirimlar-1)                         |
| 18          | Вагай (Зейналабдин Тагиев, Haritina, Харитина)                                | Vagay (Zeynalabdin Tagiyev, Haritina, Haritina)                                |
| 19          | Берсут (Брусно)                                                               | Bersut (Brusno)                                                                |
| 20          | Тарханы (Ленкор, Лотос-1)                                                     | Tarkhany (Lenkor, Lotus-1)                                                     |
| 21          | Красновидово (Монак)                                                          | Krasnovidovo (Monak)                                                           |
| 22          | Волгореченск (Lotos-1)                                                        | Volgorechensk (Lotos-1)                                                        |

Schiffe des Projekts 326.1:
| Projekt 326.1 | Projekt 326.1                                                                      | Projekt 326.1                                                                       |
| lfd. Nr.      | Originaler Ursprungsname                                                           | Seine englische Version                                                             |
| ------------- | ---------------------------------------------------------------------------------- | ----------------------------------------------------------------------------------- |
| 1             | Impulse (Impul, Long Xiang, Fortune Star 7)                                        | Impulse (Impul, Long Xiang, Fortune Star 7)                                         |
| 2             | СТК-1001                                                                           | STK-1001                                                                            |
| 3             | СТК-1002                                                                           | STK-1002                                                                            |
| 4             | СТК-1003                                                                           | STK-1003                                                                            |
| 5             | СТК-1004                                                                           | STK-1004                                                                            |
| 6             | СТК-1005                                                                           | STK-1005                                                                            |
| 7             | СТК-1006 (Gulf Rose, Dubai Discovery)                                              | STK-1006 (Gulf Rose, Dubai Discovery)                                               |
| 8             | СТК-1007                                                                           | STK-1007                                                                            |
| 9             | СТК-1008                                                                           | STK-1008                                                                            |
| 10            | СТК-1009                                                                           | STK-1009                                                                            |
| 11            | СТК-1010 (Заря, Вафа)                                                              | STK-1010 (Zarya, Vafa)                                                              |
| 12            | СТК-1011 (Антарес, Вафа-1)                                                         | STK-1011 (Antares, Vafa-1)                                                          |
| 13            | СТК-1012                                                                           | STK-1012                                                                            |
| 14            | СТК-1013 (Профессор Шанчуров, Maxim, Ayline, Viland)                               | STK-1013 (Professor Shanchurov, Maxim, Ayline, Viland)                              |
| 15            | СТК-1014 (Еридан, Атлас)                                                           | STK-1014 (Yeridan, Atlas)                                                           |
| 16            | СТК-1015 (Зарница, Аякс-II)                                                        | STK-1015 (Zarnitsa, Ayaks-II)                                                       |
| 17            | СТК-1016                                                                           | STK-1016                                                                            |
| 18            | СТК-1017 (Flestina-2, Флестина-2)                                                  | STK-1017 (Flestina-2, Flestina-2)                                                   |
| 19            | СТК-1018 (Gulf Harmony, Dubai Harmony, Persian Harmony, Першен Гармони, Orkideh I) | STK-1018 (Gulf Harmony, Dubai Harmony, Persian Harmony, Pershen Garmoni, Orkideh I) |
| 20            | СТК-1019                                                                           | STK-1019                                                                            |
| 21            | СТК-1020                                                                           | STK-1020                                                                            |
| 22            | СТК-1021 (Gulf Heritage, Dubai Heritage, Persian Heritage, Першен Херитедж)        | STK-1021 (Gulf Heritage, Dubai Heritage, Persian Heritage, Pershen Kheritedzh)      |
| 23            | СТК-1022 (Modisk 1, Модиск 1, Modisk 1, Nerey)                                     | STK-1022 (Modisk 1, Modisk 1, Modisk 1, Nerey)                                      |
| 24            | СТК-1023                                                                           | STK-1023                                                                            |
| 25            | СТК-1024 (Звезда, Аякс-I, Ajaks-I, Арсенал)                                        | STK-1024 (Zvezda, Ayaks-I, Ajaks-I, Arsenal)                                        |
| 26            | СТК-1025 (Gulf Highway, Dubai Highway)                                             | STK-1025 (Gulf Highway, Dubai Highway)                                              |
| 27            | СТК-1026                                                                           | STK-1026                                                                            |
| 28            | СТК-1027                                                                           | STK-1027                                                                            |
| 29            | Генерал Сабуров (Modisk 2, Модиск 2, Modisk 2, Roksolana 1)                        | General Saburov (Modisk 2, Modisk 2, Modisk 2, Roksolana 1)                         |
| 30            | СТК-1028                                                                           | STK-1028                                                                            |
| 31            | СТК-1029                                                                           | STK-1029                                                                            |
| 32            | СТК-1030 (Нева)                                                                    | STK-1030                                                                            |
| 33            | СТК-1031                                                                           | STK-1031                                                                            |
| 34            | СТК-1032 (Енисей)                                                                  | STK-1032                                                                            |
| 35            | СТК-1033 (ТК-2, Таврия-2, Piligrim 2)                                              | STK-1033 (TK-2, Tavriya-2, Piligrim 2)                                              |
| 36            | СТК-1034 (ТК-3, Таврия-3, Flestina-1, Флестина-1, Flestina-1, Флестина-1, Najva 2) | STK-1034 (TK-3, Tavriya-3, Flestina-1, Flestina-1, Flestina-1, Flestina-1, Najva 2) |
| 37            | СТК-1035 (ТК-4, Таврия-4, Piligrim 3, ВТС-1)                                       | STK-1035 (TK-4, Tavriya-4, Piligrim 3, VTS-1)                                       |
| 38            | СТК-1036                                                                           | STK-1036                                                                            |
| 39            | ТК-5 (Таврия-5, Алькор)                                                            | TK-5 (Tavriya-5, Alkor)                                                             |
| 40            | СТК-1037 (DCS One, Modisk 4, Модиск 4, Roksolana 2)                                | STK-1037 (DCS One, Modisk 4, Modisk 4, Roksolana 2)                                 |
| 41            | ТК-6 (Таврия-6, Emerald, Modisk 3, Модиск 3, Modisk 3, Sukriye)                    | TK-6 (Tavriya-6, Emerald, Modisk 3, Modisk 3, Modisk 3, Sukriye)                    |
| 42            | ТК-7 (Таврия-7)                                                                    | TK-7 (Tavriya-7)                                                                    |
| 43            | Sun Beam (Stream, Yun Da, Chang Da, Li Yuan, Tae Song Ho, Song Hoa 2)              | Sun Beam (Stream, Yun Da, Chang Da, Li Yuan, Tae Song Ho, Song Hoa 2)               |
| 44            | Sun Shine (Shine, Shengda, Chang Sheng, Hong Yuan, K K Jaya-12, Dewi Bulan)        | Sun Shine (Shine, Shengda, Chang Sheng, Hong Yuan, K K Jaya-12, Dewi Bulan)         |
| 45            | Sun Ward (Ward, Hai Da, Jang Yung Ace, Ace, Kang Nam 1, Kum San Pho 3)             | Sun Ward (Ward, Hai Da, Jang Yung Ace, Ace, Kang Nam 1, Kum San Pho 3)              |
| 46            | Николай Добролюбов (Nika)                                                          | Nikolay Dobrolyubov (Nika)                                                          |

## Übersicht
| Baujahr                      | Baunr.                       | Bild                         | Name                         | Reederei                     | Heimathafen                                                                                    | Flagge                       | IMO                          | Umbenennungen und Verbleib                                                        |
| Schiffe der Bakhtemir-Klasse | Schiffe der Bakhtemir-Klasse | Schiffe der Bakhtemir-Klasse | Schiffe der Bakhtemir-Klasse | Schiffe der Bakhtemir-Klasse | Schiffe der Bakhtemir-Klasse                                                                   | Schiffe der Bakhtemir-Klasse | Schiffe der Bakhtemir-Klasse | Schiffe der Bakhtemir-Klasse                                                      |
| Projekt 326                  | Projekt 326                  | Projekt 326                  | Projekt 326                  | Projekt 326                  | Projekt 326                                                                                    | Projekt 326                  | Projekt 326                  | Projekt 326                                                                       |
| ---------------------------- | ---------------------------- | ---------------------------- | ---------------------------- | ---------------------------- | ---------------------------------------------------------------------------------------------- | ---------------------------- | ---------------------------- | --------------------------------------------------------------------------------- |
| April 1978                   | 340                          |                              | Bakhtemir                    | Wolga-Reederei               | Leningrad → Sankt Petersburg                                                                   | →                            | 8857409                      | Schicksal nicht bekannt, fehlt im RS                                              |
| 1978                         |                              |                              | Agan                         | Shipping Co Koserog          | Tjumen → Nachodka                                                                              | →                            | 8888800                      | † – am 12. Februar 1998 im Japanischen Meer gesunken                              |
| Februar 1978                 | 1032                         |                              | Ishim                        | New Shipping Co              | Omsk → Tjumen → Sankt Petersburg → Astrachan                                                   | →                            | 8870384                      |                                                                                   |
| Juli 1978                    | 344                          |                              | Flestina 5                   | DAF                          | → Taganrog → Astrachan                                                                         | →                            | 8868537                      | gebaut als Yenotayevsk, Flestina-5 (bis 1. Mai 2004)                              |
| September 1978               | 3421                         |                              | Zelenga                      | Laguna                       | Sankt Petersburg                                                                               | →                            | 8862856                      |                                                                                   |
| Dezember 1978                |                              |                              | Breeze                       |                              | Tjumen → Phnom Penh                                                                            | →                            | 8888812                      | gebaut als Vakh, verschrottet 2013 in Zhangjiagang (China)                        |
| März 1979                    | 343                          |                              | Flestina-3                   | DAF                          | Tjumen → Sankt Petersburg → Astrachan                                                          | →                            | 7706720                      | gebaut als Nadym, Pur, Sobchino (bis 2003)                                        |
| April 1979                   | 3424                         |                              | Arsentiy                     |                              | Tjumen → Sankt Petersburg → Taganrog → Freetown                                                | →                            | 7728132                      | gebaut als Konda, Kapitan Isa Farmanov, verschrottet 2012                         |
| Mai 1979                     | 3422                         |                              | Safar                        | ASA                          | Tjumen → Leningrad → Sankt Petersburg → Batumi → ? → Valletta → Astrachan → Batumi → Astrachan | → → ?→ →                     | 8874859                      | gebaut als Kazym, Yekaterinburg, Nin, El Saged, Modisk 5, Modisk 5, Feniks, Safar |
| Juni 1979                    | 349                          |                              | Uns Trader                   |                              | Tjumen → Omsk → Batumi → Astrachan                                                             | →                            | 7818391                      | gebaut als Lozva , Amina, Amina                                                   |
| August 1979                  | 350                          |                              | Flestina-7                   | DAF                          | ? → Taganrog → Astrachan                                                                       | →                            | 8883214                      | gebaut als Kopanovka                                                              |
| August 1979                  |                              |                              | Vaygach                      |                              | ? → Sankt Petersburg → Archangelsk                                                             | →                            | 7906887                      | gebaut als Starovolzhsk                                                           |
| November 1979                | 3428                         |                              | Berezovets                   |                              | Leningrad → Sankt Petersburg                                                                   | →                            | 8885200                      | gebaut als Biryuchki                                                              |
| Dezember 1979                | 353                          |                              | Moda                         |                              | Tjumen → ? → Giurgiulești → Moroni                                                             | → → ? → →                    | 7932642                      | gebaut als Sosva, Sosva, Olimp                                                    |
| April 1980                   | 360                          |                              | Sea Flower                   |                              | ? → Taganrog → Valletta → Moroni → Panama → Freetown                                           | →                            | 8031380                      | gebaut als Nikolskoye, Tor, Fellow verschrottet 2013 in Aliag (Türkei)            |
| April 1980                   |                              |                              | Elans                        |                              | Omsk → Taganrog → ? → Valletta → Freetown → Giurgiulești                                       | → ? → →                      | 8031392                      | gebaut als Tavda, Liberti, Zeynep D, Modisk                                       |
| Mai 1980                     | 3430                         |                              | Yildirimlar-1                |                              | Tjumen → Sankt Petersburg → Valletta → Astrachan → Freetown                                    | →                            | 8031407                      | gebaut als Om, Modisk 6, Modisk 6, Odisk, Aras 10                                 |
| Juni 1980                    | 3431                         |                              | Haritina                     |                              | Tobolsk → Sankt Petersburg → Taganrog → ? → Taganrog                                           | → → ? →                      | 8031419                      | gebaut als Vagay, Zeynalabdin Tagiev, Haritina, verschrottet 2012                 |
| Juni 1980                    | 3432                         |                              | Brusno                       |                              | Gorki → Nischni Nowgorod → Sankt Petersburg                                                    | →                            | 8031421                      | gebaut als Bersut, aufgelegt 2012                                                 |
| Juli 1980                    | 3433                         |                              | Lotus-1                      | Lotus                        | ? → Taganrog → ? → Astrachan                                                                   | →                            | 8031433                      | gebaut als Tarkhany, Lenkor                                                       |
| September 1980               | 358/3434                     |                              | Monak                        |                              | Kujbyschew → Leningrad → Sankt Petersburg                                                      | →                            | 8031445                      | gebaut als Krasnovidovo                                                           |
| November 1980                | 359                          |                              | Lotos-1                      |                              | ? → Taganrog → Belize City → Giurgiulești                                                      | →                            | 8031445                      | gebaut als Volgorechensk, verschrottet 2013                                       |
| Projekt 326.1                |                              |                              |                              |                              |                                                                                                |                              |                              |                                                                                   |
| April 1984                   | 3453                         |                              | STK-1004                     |                              | Sankt Petersburg                                                                               | →                            | 8326060                      |                                                                                   |
| Juni 1984                    | 3456                         |                              | STK-1007                     |                              | Sankt Petersburg                                                                               | →                            | 8422644                      |                                                                                   |
| April 1985                   | 3461                         |                              | STK-1012                     |                              | Sankt Petersburg                                                                               | →                            | 8521842                      |                                                                                   |
| September 1986               | 3476                         |                              | STK-1023                     |                              | Sankt Petersburg                                                                               | →                            | 8620052                      |                                                                                   |